# Di coraggio non si muore
Di coraggio non si muore è l'ottavo album (CD) di Umberto Bindi, datato 1996.

## Tracce
1. L'approdo
2. L'eco
3. Chiara
4. Un volo
5. Pianoforte
6. Letti (con i New Trolls)
7. È tutto qua (cantata da Renato Zero)
8. Riflessioni Medley: Il mio mondo / Il nostro concerto / La musica è finita

NOTE: Nel brano L'approdo, Renato Zero recita un suo testo dedicato a Bindi sul suono dell'orchestra.

## Formazione
- Umberto Bindi – voce, pianoforte
- Nico Di Palo – chitarra
- Vittorio De Scalzi – tastiera
- Stefano Senesi – pianoforte
- Derek Wilson – batteria
- Adriano Martino – chitarra
- Ludovico Fulci – pianoforte
- Maurizio Galli – basso
- Lele Melotti – batteria